# Sujopolova
Sujopolova (ucraniano: Сухополо́ва) es un municipio rural y pueblo de Ucrania perteneciente al raión de Pryluky de la óblast de Chernígov.
En 2020, el territorio del actual municipio tenía una población de algo más de doce mil habitantes, de los que algo más de mil vivían en el propio pueblo de Sujopolova y el resto repartidos en 53 pedanías. El término municipal rodea completamente a la capital distrital Pryluky, que forma un municipio urbano sin pedanías. La capital municipal se ubica en la periferia septentrional de Pryluky.

## Historia
Se conoce la existencia de la localidad en documentos desde 1629. En el Hetmanato perteneció al regimiento cosaco de Pryluky, y en el Imperio ruso pasó a formar parte del uyezd de Pryluky en la gobernación de Poltava. Funcionó como un pequeño jútir hasta principios del siglo XX, cuando comenzó a desarrollarse como un pueblo por su cercanía a Pryluky; en aquella época superaba ya los doscientos habitantes. La RSS de Ucrania desarrolló el pueblo como sede de un koljós. Antes de la formación del actual municipio en 2019, Sujopolova era sede de un consejo rural, que únicamente incluía como pedanías a Biléshchyna, Pyrohivtsi, Polová y Yarová Biléshchyna.